# Pompeia (Nàpols)
|  | Aquest article tracta del municipi italià de Pompeia. Pel que fa a la ciutat antiga sepultada pel Vesuvi, vegeu Pompeia. |

Pompeia (en italià Pompei, en napolità Pumpeje) és una comuna italiana de la Ciutat metropolitana de Nàpols, a la Campània; està situat a la plana del riu Sarno, al peu del Vesuvi. En el cens de l'any 2007 tenia 25.745 habitants. Les ruïnes de l'antiga Pompeia, la ciutat romana que quedà sepultada per una erupció del volcà l'any 79, queden situades a l'oest de l'actual i han estat declarades Patrimoni de la Humanitat per la UNESCO.

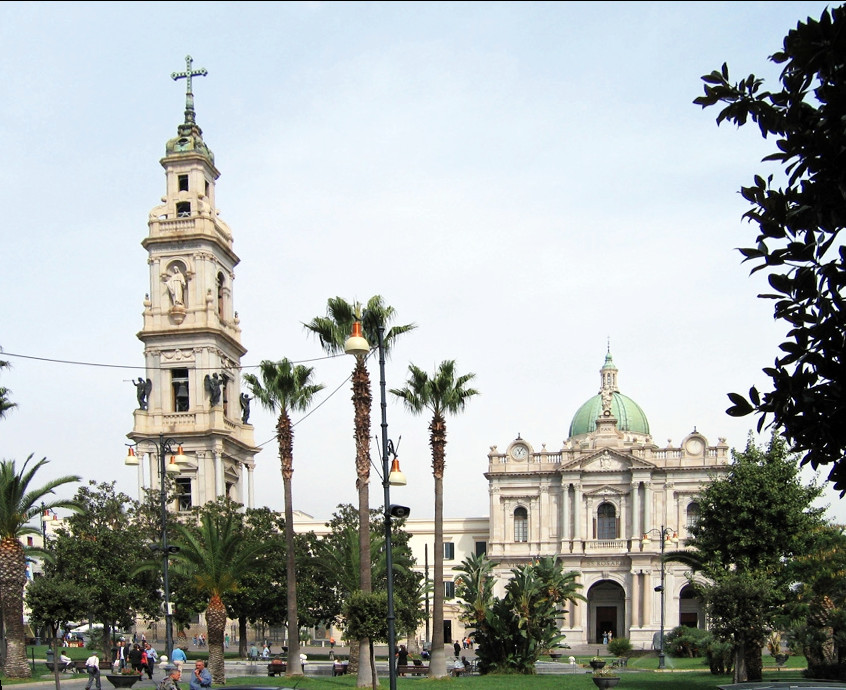
Santuari de la Mare de Déu del Roser

La ciutat moderna nasqué i es desenvolupà al segle xix. Inicialment s'anomenà Valle di Pompei, i cresqué a l'entorn del santuari de la Mare de Déu del Roser o Beata Vergine del Rosario (1876-1901), un dels principals centres de pelegrinatge de la Itàlia meridional. Aquesta basílica, fundada pel beat Bartolo Longo, és un important centre de pelegrinatge al qual acudeixen uns quatre milions de fidels cada any i on es venera la Madonna di Pompei, tela del segle xvii de l'escola de Luca Giordano. Annex a l'observatori meteorològic Pio X hi ha el Museu Vesuvià.
L'any 2004 Pompeia va obtenir el títol de ciutat.

## Ciutats agermanades
- Gyeongju (Corea del Sud)
- Latiano (Itàlia)
- Tarragona (Catalunya)
- Xi'an (Xina)